# Cazzano di Tramigna
Cazzano di Tramigna este o comună din provincia Verona, regiunea Veneto, Italia, cu o populație de 1.502 locuitori (1 ianuarie 2023) și o suprafață de 12,27 km².

## Demografie
Cazzano di Tramigna - evoluția demografică

|  | Graficele sunt indisponibile din cauza unor probleme tehnice. Mai multe informații se găsesc la Phabricator și la wiki-ul MediaWiki. |

Date: Recensăminte sau birourile de statistică - grafică realizată de Wikipedia